# Fleming (Argentina)
Fleming es una localidad argentina ubicada en el Departamento El Carmen de la Provincia de Jujuy. Se encuentra sobre la Ruta Provincial 61, en el cruce con la Ruta Provincial 61, a 800 metros del centro de la localidad de Aguas Calientes.
La familia Fleming era la dueña de las tierras de Aguas Calientes, de allí el nombre del poblado.